# Dahlia Duhaney
Dahlia Duhaney (* 20. Juli 1970) ist eine ehemalige jamaikanische Sprinterin.
International trat sie erstmals bei den Panamerikanischen Spielen 1991 in Havanna in Erscheinung, wo sie mit der 4-mal-100-Meter-Staffel siegte und im 100-Meter-Lauf den vierten Rang belegte. Im selben Jahr feierte sie bei den Leichtathletik-Weltmeisterschaften in Tokio den bedeutendsten Erfolg ihrer Karriere. Als Startläuferin der jamaikanischen 4-mal-100-Meter-Staffel holte sie gemeinsam mit Juliet Cuthbert, Beverly McDonald und Merlene Ottey in 41,94 s den Titel vor den Mannschaften aus der Sowjetunion (42,20 s) und Deutschland (42,33 s).
Bei den Olympischen Spielen 1992 in Barcelona konnte Duhaney keine vergleichbaren Resultate erzielen. Mit der Staffel erreichte sie im Finale das Ziel nicht und im 100-Meter-Lauf schied sie in der Viertelfinalrunde aus. Besser lief es für sie im folgenden Jahr bei der Universiade in Buffalo, wo sie den Titel im 100-Meter-Lauf und die Silbermedaille im 200-Meter-Lauf errang.
1994 wurde Duhaney jamaikanische Meisterin im 100-Meter-Lauf. Bei den Commonwealth Games in Victoria erreichte sie sowohl über 100 und 200 Meter als auch mit der Staffel jeweils das Finale, schaffte jedoch keine Podestplatzierung. In der darauffolgenden Saison erzielte sie ihre letzten internationalen Erfolge. Sie wurde bei den Panamerikanischen Spielen in Mar del Plata Zweite im 200-Meter-Lauf. Bei den Weltmeisterschaften in Göteborg gewann sie schließlich zusammen mit ihren Mannschaftskolleginnen Cuthbert, McDonald und Ottey die Silbermedaille in der 4-mal-100-Meter-Staffel, diesmal nur geschlagen von der US-amerikanischen Mannschaft.
Dahlia Duhaney ist 1,68 m groß und hatte ein Wettkampfgewicht von etwa 56 kg. 